# Poserna
Poserna è una delle 11 municipalità (Ortschaft) che compongono la città tedesca di Lützen, nel Land della Sassonia-Anhalt.

## Storia
Dal 1º gennaio 2010 è stato accorpato al comune della città di Lützen.